# Walnut Grove (Alabama)
 Walnut Grove, Alabama és una població dels Estats Units a l'estat d'Alabama. Segons el cens del 2000 tenia 710 habitants.

## Demografia
Segons el cens del 2000, Walnut Grove tenia 710 habitants, 273 habitatges, i 209 famílies La densitat de població era de 54,7 habitants/km².
Dels 273 habitatges en un 39,9% hi vivien nens de menys de 18 anys, en un 57,9% hi vivien parelles casades, en un 13,2% dones solteres, i en un 23,1% no eren unitats familiars. En el 21,6% dels habitatges hi vivien persones soles el 9,2% de les quals corresponia a persones de 65 anys o més que vivien soles. El nombre mitjà de persones vivint en cada habitatge era de 2,6 i el nombre mitjà de persones que vivien en cada família era de 3,02.
Per edats la població es repartia de la següent manera: un 30,1% tenia menys de 18 anys, un 8,2% entre 18 i 24, un 27,7% entre 25 i 44, un 25,2% de 45 a 60 i un 8,7% 65 anys o més.
L'edat mediana era de 34 anys. Per cada 100 dones hi havia 94 homes. Per cada 100 dones de 18 o més anys hi havia 90 homes.
La renda mediana per habitatge era de 26.688 $ i la renda mediana per família de 29.519 $. Els homes tenien una renda mediana de 25.982 $ mentre que les dones 17.279 $. La renda per capita de la població era de 12.372 $. Aproximadament el 15,3% de les famílies i el 17,4% de la població estaven per davall del llindar de pobresa.

## Poblacions més properes
El següent diagrama mostra les poblacions més properes.